# Jesús Ruiz Fernández
Jesús Ruiz Fernández (Arcos de la Frontera, 21 de enero de 1949 - Arcos de la Frontera, 11 de junio de 2023)fue un político español del PSOE y Alcalde del municipio serrano de Arcos de la Frontera desde 1979 a 1991.

## Biografía
Ha sido alcalde de Arcos de la Frontera desde 1979 a 1991, y desde 1990 a 1995, Presidente de la Diputación Provincial de Cádiz, donde ha sido concejal del ayuntamiento de su ciudad natal. 
Diputado al Parlamento Andaluz y a las Cortes Generales, ha sido figura destacada del socialismo gaditano, perteneciendo a varias comisiones ejecutivas provinciales del PSOE.  
Por último, entre 1979 a 2023, fue presidente local del Partido Socialista Obrero Español.
Falleció en Arcos de la Frontera, en la madrugada del 11 de junio de 2023, tras una larga enfermedad agravada por el covid-19. El Ayuntamiento de Arcos de la Frontera decretó tres días de luto oficial.

## Reconocimientos
Fue nombrado el 10 de junio de 2022 Hijo Predilecto de Arcos de la Frontera.